# Солоніцини
Солоні́цини (рос. Солоницыны) — присілок у складі Орловського району Кіровської області, Росія. Входить до складу Орловського сільського поселення.
Населення становить 156 осіб (2010, 178 у 2002).
Національний склад станом на 2002 рік — росіяни 99 %.